# Aeroportul Maribor Edvard Rusjan
Aeroportul Maribor Edvard Rusjan (în slovenă Aerodrom Maribor; în slovenă Letališče Edvarda Rusjana Maribor) (IATA: MBX, ICAO: LJMB) este un aeroport din Comuna Hoče-Slivnica, Slovenia ce deservește zona Maribor. Aeroportul a fost tranzitat în 2022 de 3.919 pasageri. A fost deschis în 1976 și numit după zona deservită.
Situat la o altitudine de 267 m, aeroportul dispune de 2 piste.

## Infrastructură

### Piste
Aeroportul dispune de 2 piste. Pista 14/32 are suprafața de asfalt și dimensiunile 2.500 m × 45 m. Pista 14/32 are suprafața de Iarbă și dimensiunile 1.200 m × 60 m. 